# Annlies Schmidt-de Neveu
Annlies Schmidt-de Neveu, auch Annlies Schmidt, (* 1. Juli 1915; † 20. November 2010) war eine deutsche Cellistin und Hochschullehrerin.

## Leben und Wirken
Annlies Schmidt-de Neveu stammte aus Jena und studierte bis 1933 bei Emanuel Feuermann an der Musikhochschule Berlin. Ihr Debüt gab sie im Alter von 19 Jahren mit dem Cellokonzert Nr. 2 von Joseph Haydn. unter der Leitung von Paul van Kempen. Es schloss sich eine internationale Konzertkarriere als Solistin und Kammermusikerin an. Als Solistin konzertierte sie unter anderem mit den Berliner Philharmonikern unter der Leitung von Sergiu Celibidache oder mit dem RIAS-Sinfonoie-Orchester Berlin und spielte bei der französischen Erstaufführung von Samuel Barbers Konzert für Violoncello und Orchester a-Moll op. 22. Außerdem setzte sie sich für zeitgenössische Musik ein, so interpretierte sie das Cellokonzert von Josef Schelb mit der Philharmonie Baden-Baden unter der Leitung August Vogt. Mit Adelheid Knieper (Violine) und Rolf Knieper (Piano) bildete sie das Knieper Trio.
Ab 1940 unterrichtete Schmidt-de Neveu für mehrere Jahre eine Violoncello-Klasse und eine Kammermusikklasse an der Staatlichen Hochschule für Musikerziehung in Berlin. Später lehrte sie an der Hochschule für Musik Karlsruhe, von 1969 bis 1977 als Lehrbeauftragte und von 1977 bis 1983 als Professorin für Violoncello.
Es liegen mehrere Tonaufnahmen mit Annlies Schmidt-de Neveu vor. Als erste Cellistin spielte sie die Sechs Suiten für Violoncello solo von Johann Sebastian Bach ein (Ducretet Thomson; 1958), die Einspielung widmete sie ihrem Lehrer Emanuel Feuermann. Postum erschienen im Jahr 2018 bisher unveröffentlichte remasterte Aufnahmen als limitierte Edition.

## Diskografie (Auswahl)
- Villandry Nuits Musicales 1953. Werke von Henry Eccles, Ludwig van Beethoven, Cesare Rubino, Robert Schumann. Mit Colette Fannière, Klavier (Ducretet Thomson; 1958)
- Johann Sebastian Bach: Six Suites Pour Violoncelle Solo (Ducretet Thomson; 1958)
- Johannes Brahms: Sonates pour piano et violoncelle No. 1 Op. 28 & 2 Op. 99. Mit Rolf Knieper, Klavier (BAM; 1960)
- Annlies Schmidt de Neveu. Unissued Recordings Vol. 1. Werke von Felix Mendelssohn Bartholdy, Darius Milhaud, Max Reger, Bohuslav Martinů. Mit Rolf Knieper und Alfons Kade, Klavier (Spectrum Sound; 2018)
- Annlies Schmidt de Neveu. Unissued Recordings Vol. 2. Werke von Louis de Caix d’Hervelois, Raynor Taylor, Albert Roussel, Johann G. Albrechtsberger, Joseph Wölfl. Mit Alfons Kade und Rolf Knieper, Klavier (Spectrum Sound; 2018)